# Félix De Baerdemaecker
Félix De Baerdemaecker (31 août 1836 à Louvain - 19 novembre 1878 à Ledeberg) est un artiste peintre et graveur belge.

## Biographie
Après un engagement qui le retient sous les drapeaux de sa quatorzième à sa vingtième année, il reçoit une formation artistique à l'Académie de peinture d'Anvers. Il y excelle dans la classe de peinture de paysages et d’animaux dirigée par Jacob Jacobs dont il finit par fréquenter l’atelier privé.
Lors d’un séjour de quelques années à Namur, il participe à la fondation du Cercle artistique et littéraire local et poursuit son action de propagande artistique à Gand, au sein du Kunstgenootschap comme de l’Association des artistes gantois.
Il meurt jeune encore et reçoit un enterrement civil, ainsi qu'il en a formulé la volonté expresse.

## Œuvre
Félix De Baerdemaecker a régulièrement représenté des sites du pays flamand. Les paysages de Wallonie semblent toutefois avoir constitué la part la plus importante de sa production artistique : Amblève, Lesse, Meuse, Semois et Basse-Sambre namuroise d’où sa femme est originaire. Ainsi le souligne amicalement le critique d'art Gustave Lagye (1843-1908) à l'occasion d'une exposition collective à Namur en 1877 :
De Baerdemaecker, dont je ne ferai point un éloge superflu de peur que, le sachant mon collaborateur dans la Fédération, le public namurois ne prenne cet articulet pour de la réclame, De Baerdemaecker, dis-je, continue à courir le monde pour en revenir toujours à l'Ardenne des premiers et heureux amours. Mais qu'il peigne le Barrage de Pont-à-Lesse, l'Écluse de Bauce ou les Cours de ferme aux environs de Gand, toujours son crayon aimable et sa brillante palette s'en donnent à cœur joie, s'attaquant à des sites franchement picturaux.
Le Musée des beaux-arts de Gand possède de lui un Hameau de Maurenne auquel Camille Lemonnier a consacré les phrases suivantes (1875) :
Quant à l’adresse, elle est souvent considérable. Cette adresse, vous la retrouverez chez M. De Baerdemaecker, dans ses jolies eaux rayées d’égratignures et lustrées de reflets coquets, au milieu d’un miroitement de paillettes ; mais M. De Baerdemaecker a prouvé qu’il ne craignait pas de sortir de la manière un peu chatoyante qui lui est habituelle pour aborder les brutalités du gris : son Hameau de Maurenne, massé sur une butte de terre, et pris par un temps pluvieux, a la justesse de caractère et d’impression qu’il faut.